# Heliport Alluitsup Paa

i7
i11
i13
Der Heliport Alluitsup Paa (ICAO-Code: BGAP) ist ein Hubschrauberlandeplatz in Alluitsup Paa im südlichen Grönland. Da er kein Abfertigungsgebäude besitzt, wird der Heliport auch als Helistop bezeichnet.

## Lage und Ausstattung
Der Heliport liegt im nördlichen Teil des Dorfs, liegt auf einer Höhe von 89 Fuß und hat eine mit Asphalt bedeckte kreisrunde Landefläche mit einem Durchmesser von 9 m.

## Fluggesellschaften und Ziele
Der Heliport wird von Air Greenland bedient, welche regelmäßige Flüge zum Heliport Qaqortoq und zum Heliport Nanortalik anbietet. Von dort aus kann über den Heliport Narsaq der Flughafen Narsarsuaq erreicht werden.